# APID 60
APID 60 är en autonom obemannad helikopter, en så kallad UAV, från Linköpingsföretaget CybAero AB. APID 60 saluförs av CybAero AB:s samarbetspartner Indra med namn UAV Indra Pelicano helicopter. Helikoptern är tillräckligt liten och lätt att kunna transporteras i en släpvagn eller mindre lastbil.

## Användningsområde
Helikoptern kan användas både civilt och militärt. Bland civila uppdrag kan räknas räddningstjänster, kustbevakning, brandinspektion, sökning av försvunna (med hjälp av IR-kamera eller annan utrustning), miljöuppdrag (till exempel mätning av soptippshöjder, enligt EU-lag), kraftledningsundersökning och även kartläggning. Inom militäromfång kan helikoptern användas för övervakning, målutpekning och störsändning.

## Styrning och kontroll
Helikoptern kan flyga själv utan operatör, till och med landning och start sker automatiskt, dock behövs det en operatör för att styra helikoptern. Med hjälp av GPS, tröghetsnavigeringssensor och några andra sensorer hålls helikoptern stabilt i luften. Helikoptern styrs av operatören via en krypterad radiolänk med en räckvidd på 200 km. Ett grafiskt användargränssnitt, som kan köras på en vanlig bärbar dator, används för att kontrollera helikoptern, och möjliggör att operatören kan följa och bestämma helikopterns rutt.